# 나비의 꿈

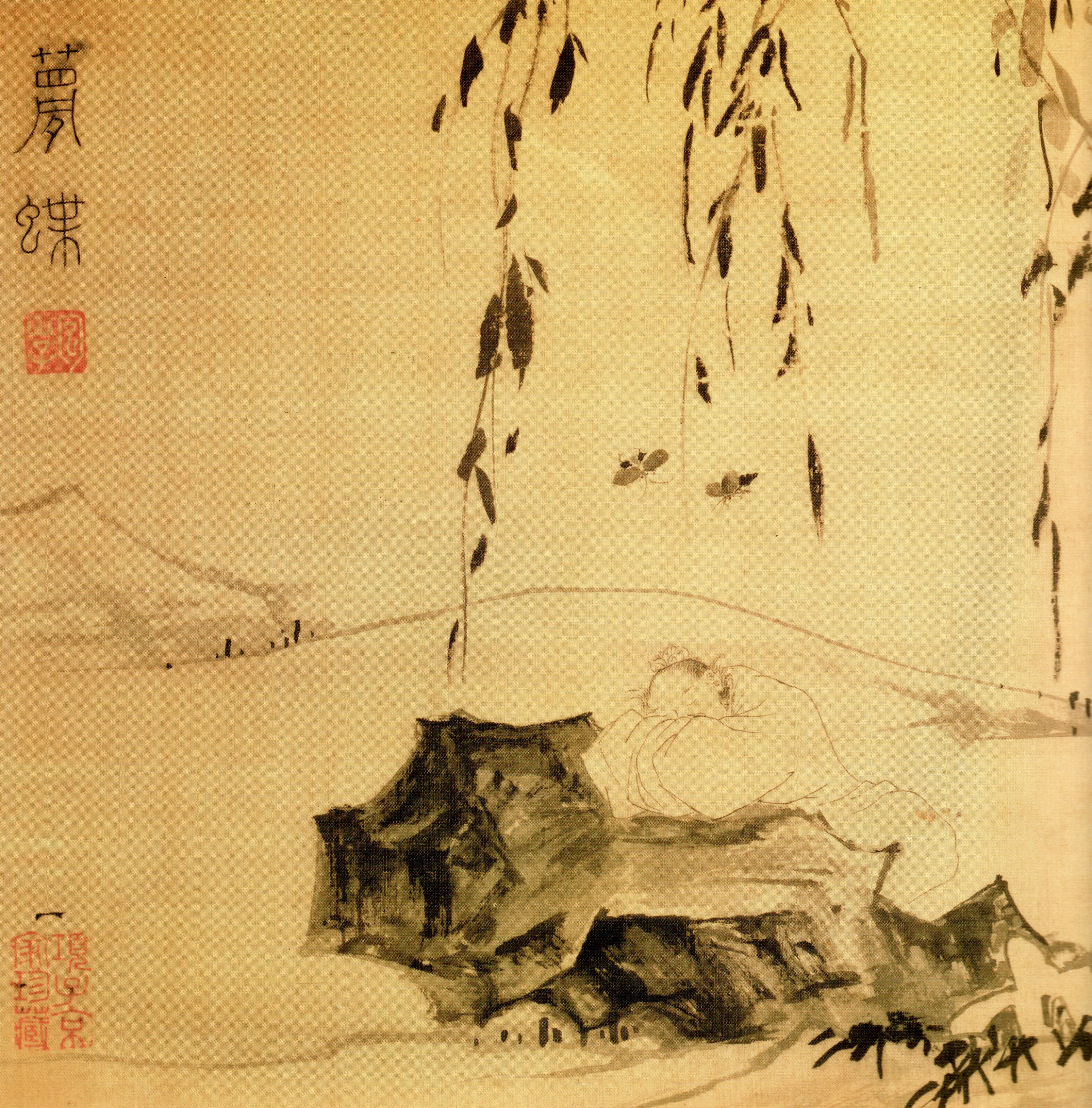
나비의 꿈

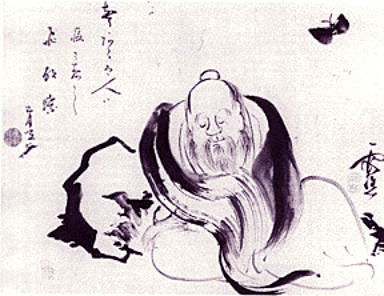
나비의 꿈

호접지몽(胡蝶之夢 또는 호접몽) 또는 서양권에서 나비의 꿈(영어: The Butterfly Dream)은 중국의 전국 시대의 송나라 (현재의 하남성)에서 태어난 사상가로, 도교의 시조의 1명으로 여겨지는 인물 장자 (장주)에 의한 설화이다. 장자의 생각이 현저하게 나타나고 있는 설화로서 또 그 대표작으로서 일반적으로도 잘 알려져 있다.

## 개요
꿈 속에서 나비로서 팔랑팔랑 춤추며 날고 있다가, 깨어났지만, 과연 자신은 나비가 된 꿈을 꾸고 있었는지, 그렇지 않으면 지금의 자신은 나비가 꾸고 있는 꿈인가 하는 설화이다. 이 설화는 '무위자연' '일체제동'의 장자의 생각이 잘 나타나고 있는 것으로서 유명하다. '무위자연'을 장자의 말로 하면 '소요유'가 되어, 그것은 목적 의식에 묶이지 않는 자유로운 경지이며, 그 경지에 이르면 자연과 융화해 자유로운 삶의 방법이 생긴다고 장자는 말한다.
장자가 다른 설화에서 제출해 온 '시와 비, 생과 사, 대와 소,미와 추, 귀와 천' 등의 현실에 대립되고 있는 것에 보이는 것은, 인간의 '앎'이 낳은 결과이며, 장자는 그것을 '단순한 외관에 지나지 않는다'라고 한다.
장자는 그것을 다음의 3개의 설화로 나타내 보였다.

- 조삼모사

원숭이 조련사가 '아침은 3개로 밤은 4개다'라고 원숭이에 도토리를 주려고 했지만, 원숭이는 이에 화냈다. '그럼 아침은 4개로 밤은 3개다'라고 하니 원숭이는 기뻐했다는 설화이다. 결국은 1일 7개의 도토리를 먹고 있는 것으로, 어느쪽이나 같고, 대립되는 것을 생각하는 인간도 같은 것이라고 장자는 말한다.
- "내 삶에 물가가 있어도, 앎에는 물가가 없다"

사람의 일생에 한계가 있는데, 앎에는 그 한계가 없다. 한계가 있는 것 중에서 한없는 것을 뒤쫓아도 단지 지칠 뿐이라는 것을 말한다.
- "지는 한한하고, 소지는 간간하다"

훌륭한 지혜는 유유히 하고 있지만, 시시한 지혜에 유혹해지는 인간은 급하다는 것이다.

이것들 3개가 의도하는 '그 정도의 소지라면 버려라'라는 사상을 단적으로 나타낸 것이, 이 '나비의 꿈'이다. 여기에서는 꿈과 현실과의 대립이 제출되고 있어 어느 쪽이 진실의 모습인가, 그것은 문제가 아니고, 나비일 때는 허허연으로서 나비가 되어, 장주일 때는 장주가 되고 있다. 그 모두 진실하고, 당신인 것에 변화는 없고, 어느 쪽이 진정한 세계인지를 논하는 것보다도, 머지않아도 긍정해 각각의 장소에서 만족해 살면 좋은 것이다. "꿈이 현실인가, 현실이 꿈인가? 그러나, 그런 일은 아무래도 좋다"라고 장자는 말한다.
'앎'에는 어떤 확실한 판단은 없으니까, 생각해도 어쩔 수 없다. 앎의 판단으로부터 떨어져 보면, 차이나 구별을 넘은 세계가 보여 온다. 이것이, 장자가 말하는 '소요유'의 세계이다. 이것이 만물제동의 세계에서 노는 것이며, 장자가 나비의 꿈을 통해 호소하고 있는 것이라고 말할 수 있다.
물건의 변화란 표면에 나타난 현상면에서의 변화에 지나지 않는다. 나비와 장주가 형태 위서 큰 차이를 가지면서, 모두 당신인 것에 변화는 없다. 만물은 끊임없는 변화를 이루지만, 그 열매, 본질에서는 아무런 변화가 없는 것을 말하고 있는 것이다.

## 원문
원문
昔者荘周夢為胡蝶。栩栩然胡蝶也。
自喩適志與。不知周也。俄然覺、則蘧蘧然周也。
不知、周之夢為胡蝶與、胡蝶之夢為周與。
周與胡蝶、則必有分矣。此之謂物化。
번역문
이전의 일, 나 장주는 꿈 속에서 나비가 되었다. 희희로서 나비가 되어 있었다.
스스로도 즐거워서 마음 따라 팔랑팔랑 춤추고 있었다. 장주인 것은 완전히 염두에 없었다. 깜짝 깨어나니, 이게 웬 일, 장주가 아닌가.
그런데, 장주인 내가 꿈 속에서 나비가 되었는지, 내가 실은 나비인데 지금 꿈에서 장주로 있는지, 어느 것이 사실인지 나는 모른다.
장주와 나비에는 확실히, 형태상으로는 구별이 있을 것이다. 그러나 주체로서의 자신에게는 변화는 없고, 이것이 물건의 변화라는 것이다.

## 같이 보기
- 꿈 논쟁(영어판)
- 데카르트의 악마(en:Evil demon, Descartes' demon)
- 한단에서의 꿈
- 페드로 칼데론 데 라 바르카 - 《인생은 꿈》
- 매트릭스 (시리즈)
- 루시드 드림 (2017년 영화)
- 자각몽(루시드 드림)
- 전-자각 몽(프리-루시드 드림)